# Psammodius sefrensis
Psammodius sefrensis är en skalbaggsart som beskrevs av Rudolph Petrovitz 1961. Psammodius sefrensis ingår i släktet Psammodius och familjen Aphodiidae. Inga underarter finns listade i Catalogue of Life.